# 1961年のNFL
1961年のNFLは、NFL42回目のレギュラーシーズンである。AFLに参加する意向を持っていたミネソタのオーナーグループがAFL参加を辞退し、NFLに参加表明して、ミネソタ・バイキングスが誕生した。バイキングスが西カンファレンスに加わり、西カンファレンス所属だったカウボーイズが東カンファレンスに移籍したので、両カンファレンス7チームずつの構成になった。また、この年からレギュラーシーズンのスケジュールが各チーム12試合から14試合に拡大した。
シーズンは、NFLチャンピオンシップでグリーンベイ・パッカーズがニューヨーク・ジャイアンツを破り、チャンピオンに輝いた。

## ドラフト
1960年12月27-28日にドラフトが行われ、20巡280名が指名された。全体1位指名権はエクスパンションチームのミネソタ・バイキングスが獲得した。

## 日程
各チーム14試合の対戦相手は、以下のように組まれた。
- 同カンファレンス（12試合）
- 他カンファレンス（2試合）
  - 前年加入のカウボーイズと本年加入のバイキングスはホーム＆アウェイで2試合対戦

## 順位表
| ニューヨーク・ジャイアンツ   | 10 | 3  | 1 | .769 | 9–2-1  | 368 | 220 | 26.3 | 15.7 |
| フィラデルフィア・イーグルス | 10 | 4  | 0 | .714 | 8-4    | 361 | 297 | 25.8 | 21.2 |
| クリーブランド・ブラウンズ   | 8  | 5  | 1 | .615 | 8-3-1  | 319 | 270 | 22.8 | 19.3 |
| セントルイス・カージナルス   | 7  | 7  | 0 | .500 | 7-5    | 279 | 267 | 19.9 | 19.1 |
| ピッツバーグ・スティーラーズ | 6  | 8  | 0 | .429 | 5-7    | 295 | 287 | 21.1 | 20.5 |
| ダラス・カウボーイズ         | 4  | 9  | 1 | .308 | 2-9-1  | 236 | 380 | 16.9 | 27.1 |
| ワシントン・レッドスキンズ   | 1  | 12 | 1 | .077 | 1-10-1 | 174 | 392 | 12.4 | 28.0 |

| グリーンベイ・パッカーズ | 11 | 3  | 0 | .786 | 9-3   | 391 | 223 | 27.9 | 15.9 |
| デトロイト・ライオンズ   | 8  | 5  | 1 | .615 | 7-4-1 | 270 | 258 | 19.3 | 18.4 |
| シカゴ・ベアーズ         | 8  | 6  | 0 | .571 | 7-5   | 326 | 302 | 23.3 | 21.6 |
| ボルチモア・コルツ       | 8  | 6  | 0 | .571 | 6-6   | 302 | 307 | 21.6 | 21.9 |
| サンフランシスコ・49ers  | 7  | 6  | 1 | .538 | 6-5-1 | 346 | 272 | 24.7 | 19.4 |
| ロサンゼルス・ラムズ     | 4  | 10 | 0 | .286 | 3-9   | 263 | 333 | 18.8 | 23.8 |
| ミネソタ・バイキングス   | 3  | 11 | 0 | .214 | 3-9   | 285 | 407 | 20.4 | 29.1 |

## プレイオフ

### NFLチャンピオンシップ
1961年12月31日 ウィスコンシン州グリーンベイ　シティ・スタジアム
グリーンベイ・パッカーズ 37 - 0 ニューヨーク・ジャイアンツ

### プレイオフボウル
プレイオフボウルは各カンファレンスの2位チーム同士で対戦し、リーグの3位を決定した試合である。
1962年1月6日 フロリダ州マイアミ オレンジボウル
デトロイト・ライオンズ 38 - 10 フィラデルフィア・イーグルス